# Nikon D6
Die D6 ist eine digitale Spiegelreflexkamera des japanischen Herstellers Nikon, die im Februar 2020 vorgestellt wurde. Sie ist für den professionellen Einsatz konzipiert und steht innerhalb des Nikon-Sortiments in Konkurrenz zur Z9. Stand Juli 2022 ist es die letzte von Nikon entwickelte Spiegelreflexkamera (SLR). Seit Anfang Mai 2025 listet die japanische Nikon-Website die D6 als „altes Produkt“, d. h. die Produktion wurde eingestellt.

## Technische Merkmale

### Allgemein
Mit einer Auflösung von 3840 × 2160 Pixeln bei einem pixelgenauen Ausschnitt des Bildformats können hochauflösende 4K-UHD-Filme und 4K-Videos mit 30p/25p/24p aufgenommen werden. Full-HD-Videos (1080p) werden mit einer Bildrate bis 50p/60p aufgenommen.
GPS ist in der Kamera bereits integriert.
Die Kamera besitzt rückseitig ein weder klapp- noch schwenkbares Touchscreen-Display.

### Netzanschlüsse
Mit der herstellereigenen Sendeeinheit WT-6 unterstützt die Kamera Datenübertragung über WLAN und Ethernet. Ein RJ-45-Anschluss verbindet die Kamera per Kabel mit dem Ethernet, was diverse Dienste (Bildübertragung per FTP-Protokoll, Fernsteuerung per Camera Control, HTTP-Server oder auch synchronisierte Auslösung mehrerer Kameras) im LAN ermöglicht.